# Suzerain
|  | Denne artikel handler om et computerspil. For "Suzerain" i betydningen feudal lensherre, se Suzerænitet |
Suzerain er et turbaseret strategispil udviklet af Torpor Games og udgivet af Fellow Traveller den 4. december 2020.

## Resumé
I Suzerain tager spilleren rollen som Anton Rayne som er præsident i 1954 i det fiktive land Sordland. Republikken Sordland kom til i 1923 efter monarkiet blev væltet og et demokrati blev etableret under præsidenten Arthor S. Wisci. Wiscis regering faldt kort efter og Sordland blev opslugt i en borgerkrig. Vinderen af borgerkrigen var Oberst Soll og skrev en ny grundlov i 1929 og skabte partiet United Sordland Party (USP). Soll var præsident i 20 år hvor han gradvist blev mere autoritær og i 1949 blev han smidt ud af USP. Soll blev erstattet af Ewald Alphonso som indførte økonomiske reformer og endte med at føre Sordland ind i en økonomisk krise hvorefter Alphonso blev smidt ud af USP og erstattet af Anton Rayne, spilleren. Spilleren tager beslutninger som kan påvirke Sordlands økonomi og politik samt Sordlands position i Merkopa, hvor Sordland ligger.
Suzerains verden kan sammenlignes med vores egen under Den Kolde Krig, verdenen er delt mellem de to supermagter Arcasia (USA) og United Cortana (Sovjetunionen). Sordland kan sammenlignes med Tyrkiet og Oberst Soll med Mustafa Kemal Atatürk, da deres ideologi er meget ens.